# Aire urbaine d'Oraison
L'aire urbaine d'Oraison est une aire urbaine française centrée sur l'unité urbaine d'Oraison dans les Alpes-de-Haute-Provence. Composée de 2 communes, elle comptait 6 784 habitants en 2013.

## Composition
| Nom      | Code Insee | Statut | Superficie (km2) | Population (dernière pop. légale) | Densité (hab./km2) |
| -------- | ---------- | ------ | ---------------- | --------------------------------- | ------------------ |
| Baratier | 05012      |        | 15,99            | 643 (2022)                        | 40                 |
| Oraison  | 04143      |        | 38,42            | 6 042 (2022)                      | 157                |